# Michail Andrejewitsch Koltschin
 Michail Andrejewitsch Koltschin  (russisch Михаил Андреевич Колчин, wiss. Transliteration Michail Andreevič Kolčin; geb. 1855 in Pingischa (Пингиша), Cholmogorsk, Gouvernement Archangelsk; gest. 1906) war ein russischer Autor, der ein wichtiges Werk zur Geschichte des Solowezki-Klosters als Gefängnis verfasst hat. Er war mit Alexander Prugawin befreundet.

## Leben
Michail Koltschin wurde 1855 als Sohn eines Priesters geboren. Er war zunächst Schüler des Theologischen Seminars in Archangelsk und war einer der Teilnehmer am revolutionären Zirkel der Seminaristen (1864). Er war Mitautor der illegalen Zeitschrift Rasswet (Рассвет; „Entwicklung“). Er studierte an der Medizinisch-Chirurgischen Akademie in St. Petersburg (1875–1876) und wurde unter Polizeibewachung in seine Heimat verbannt. 1883 arbeitete er als Krankenpfleger im Solowezki-Kloster, er verbrachte 3 Jahre mit dem Studium der Klosterarchive.
Koltschin ist der Verfasser des historischen Abrisses Verbannte und Gefangene des Gefängnisses des Solowezki-Klosters im 16. bis 19. Jahrhundert (Ссыльные и заточенные в острог Соловецкого монастыря в XVI–XIX вв. Исторический очерк, Moskau, 1908), ein Buch, das zwei Jahre nach seinem Tod erschien. In der Zeitschrift Russkaja Starina (Russische Altertümer) hatte Koltschin unter anderem eine Liste der Gefangenen veröffentlicht, die im Juli 1855 im Solowezki-Gefängnis saßen.
Koltschin hatte nach der Schilderung von Daniel H. Shubin im Solowezki-Kloster die Not der Insassen, die besonderen Bedingungen ihrer Haft und ihres Regimes sowie das Leben der Mönche und der anderen dort lebenden Menschen persönlich kennengelernt. Er hatte auch Zugang zu den alten Archiven und zeitgenössischen Aufzeichnungen des Klosters, mehr als Prugawin, was es ihm ermöglichte, eine Geschichte des Klostergefängnisses, seines Regimes und seiner Insassen zu schreiben.
 

Nach Koltschin hat sich in Solowki eine sich auf die Errichtung dieses Gefängnisses beziehende Legende erhalten (zit. nach Prugawin): 

„Bekanntlich wurde in der düstersten Zelle, die im Süden des Klosters gelegen war, lange Zeit der letzte Ataman der Saporoschzi (des kleinrussischen Kosakentums), Kolnischewski, in Verbannung gehalten. Schon ein Greis, saß er in dieser Kasematte ganze 16 Jahre, als es sich plötzlich herausstellte, daß er gar nicht schuldig war. Da wird erzählt, daß der Zar den Kolnischewski für das ertragene Leid belohnen wollte. Nun ließ er ihn fragen, was für eine Belohnung er haben möchte. „Alt bin ich geworden,“ antwortete Kolnischewski, „die weltlichen Ehren verlocken mich nicht, und Reichtum brauche ich auch nicht; ich werde auch das nicht verzehren können, was ich noch habe. Wenn der Zar-Väterchen aber mich dennoch belohnen will, dann lass er befehlen, für die Verbrecher ein richtiges Gefängnis zu bauen, damit sie nicht wie ich in den schwülen Kasematten der Festung schmachten müssen.““